# Sede titolare di Corbavia
Corbavia (in latino Corbaviensis) è una sede titolare della Chiesa cattolica.

## Storia
Dal 1185 al 1460 Corbavia (oggi Krbava, in Croazia) fu la prima sede episcopale dei vescovi di Modruš.
Nel XVII secolo la sede titolare fu conferita a vescovi ungheresi.
Dal 2000 è nuovamente annoverata tra le sedi vescovili titolari della Chiesa cattolica; dal 28 luglio 2001 l'arcivescovo, titolo personale, titolare è Ivan Jurkovič, nunzio apostolico in Canada.

## Cronotassi dei vescovi titolari
- Henrik Fastroyer † (menzionato nel 1624)
- Rafael Levákovics † (menzionato nel 1639 circa)
- János Salix † (menzionato nel 1653 circa)
- Máté Szenttamásy † (menzionato nel 1658)
- István Dojnich † (menzionato nel 1667 circa)
- György Horváth † (menzionato nel 1680)
- Bálint Drugeth † (menzionato nel 1686 circa)
- Sebestyén Glavinich, O.F.M. † (menzionato nel 1691)
- István Szelisevics † (menzionato nel 1691)
- Ivan Jurkovič, dal 28 luglio 2001